# Sprachen der Philippinen

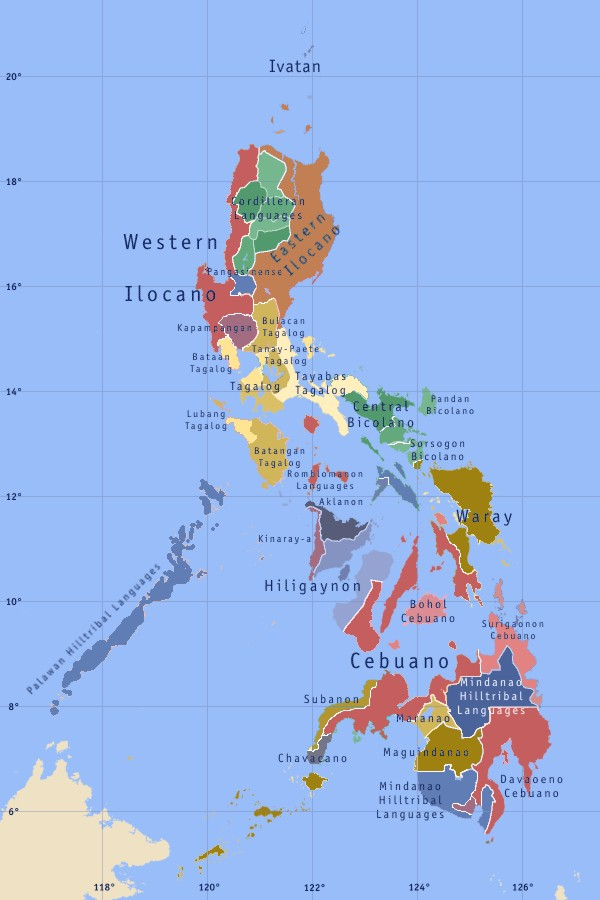
Karte der dominanten ethnolinguistischen Gruppen auf den Philippinen.

Es gibt insgesamt mehr als 171 Sprachen der Philippinen, wobei nahezu alle der Sprachgruppe der austronesischen Sprachen angehören. Von allen diesen Sprachen werden im Land hingegen lediglich zwei als offiziell erachtet, wenigstens zehn als Hauptsprachen und zumindest acht als halboffiziell angesehen.

## Geschichte der Nationalsprache
Spanisch (philippinisches Spanisch) war die erste offizielle Sprache des Inselstaats und blieb sie für mehr als drei Jahrhunderte. Im 19. und dem frühen 20. Jahrhundert wurde sie zur Lingua franca, zu einer einheitlichen Gemeinschaftssprache für die gesamten Philippinen. Im Jahre 1863 führte eine spanische Anordnung die allgemeine Schulbildung ein, in deren Zug öffentliche Schulen ihren Unterricht in der spanischen Sprache abhielten. Spanisch war zudem die Sprache der Philippinischen Revolution und der daraus resultierenden Malolos-Verfassung im Jahr 1899, die Spanisch als offizielle Landessprache der Ersten Philippinischen Republik einsetzte. Der Nationalheld Jose Rizal verfasste die meisten seiner Werke auf Spanisch, das von 60 % der Bevölkerung im frühen 20. Jahrhundert als erste, zweite oder dritte Sprache verwendet wurde. Nach der amerikanischen Besatzung der Philippinen und der damit verbundenen Verwendung der englischen Sprache im offiziellen Gebrauch ging die Verwendung von Spanisch, vor allem nach 1940, allmählich immer weiter zurück.
Unter der Besatzung der Vereinigten Staaten und der von ihnen eingesetzten Zivilregierung begann die Integration der englischen Sprache als Unterrichtssprache in den Schulen. Um 1901 wurde die Bildung institutionalisiert und Englisch als allgemeines Unterrichtsmedium auserkoren. Etwa 600 Pädagogen (genannt „Thomasites“ (dt. Thomas-Stellen)), die in diesem Jahr an Bord der USS Thomas auf den Philippinen ankamen, ersetzten die bis dahin als Lehrer angestellten Soldaten. Die Verfassung von 1935 verfügte die englische Sprache neben Spanisch als offizielle Landessprache. Eine Klausel innerhalb dieser Verfassung forderte vom Kongress einen „Schritt zur Entwicklung und Einführung einer gemeinsamen Nationalsprache, die auf einer der existierenden einheimischen Sprachen basierte.“ Am 12. November 1937 gründete die erste Nationalversammlung das nationale Sprachinstitut. Präsident Manuel Quezon übergab dem Vertreter der Waray-Waray-Sprache, Jaime C. De Veyra, den Vorsitz für ein Komitee aller Sprecher der anderen regionalen Sprachen des Landes. Ihr Ziel war es, unter den verschiedenen Dialekten eine Nationalsprache zu selektieren. Letztendlich entschied man sich am 31. Dezember 1937 für Tagalog als Grundsprache.
Dennoch wurde diese Nationalsprache erst ab 1940 als Unterrichtsfach gelehrt, wie Tagalog auch bis zur Einsetzung der Unabhängigkeit am 4. Juli 1946 nicht als offizielle Landessprache angenommen wurde. Ab dem Jahr 1961 griff man dann auf Filipino als Nationalsprache anstatt auf Tagalog zurück.
Die Verfassung von 1973 unter der Regierung von Marcos behielt Englisch und Filipino als offizielle Landessprachen bei und ließ Spanisch wegfallen. Eine neue Verordnung trug der Nationalversammlung auf, einen „Schritt zur Entwicklung und formalen Annahme einer gemeinsamen Sprache, die als Filipino bekannt ist“, durchzuführen.
Die aktuell gültige philippinische Verfassung, ratifiziert im Jahre 1987, legt Filipino und Englisch gleichermaßen als offizielle Landessprachen fest. Filipino bekam nun zudem die Auszeichnung, eine Nationalsprache zu sein, die „sich aus der Basis der existierenden philippinischen und anderer Sprachen entwickelte und mit ihnen angereichert wurde.“ Obwohl die Sprache Filipino nicht explizit in der Verfassung verankert wurde, präsentiert sie sich in der Praxis als eine komplett aus dem Tagalog-Dialekt, der in der Hauptstadt Manila gesprochen wird, zusammengestellte Sprachform. Dennoch begannen Organisationen wie die Universität der Philippinen, Wörterbücher wie das UP Diksyonaryong Filipino herauszugeben, die ebenso Wörter verschiedener anderer philippinischer Sprachen enthalten. Die Verfassung erwähnte ebenso Spanisch und Arabisch als zu lehrende Fremdsprachen, beide auf freiwilliger und optionaler Basis. In der Realität hat sich bis heute in dieser Richtung jedoch nichts getan.

## Einheimische Sprachen
Laut Ethnologue sind in dem Inselstaat insgesamt 171 Muttersprachen verbreitet. Mit Ausnahme von Englisch, Spanisch, Hokkien (Lan-nang; rund 600.000 Sprecher), Kantonesisch, Mandarin und Chavacano (1.200.000 Sprecher) gehören alle Sprachen dem malayo-polynesischen Zweig der austronesischen Sprachfamilie an.
13 der einheimischen Sprachen werden von mehr als einer Million Sprechern als Muttersprache verwendet. Diese sind: Tagalog, Cebuano, Ilokano, Hiligaynon, Waray-Waray, Kapampangan, Bikol, Albay Bikol, Pangasinan, Maranao, Maguindanao, Kinaray-a und Tausug.

### Klassifizierung
Die philippinischen Sprachen unterteilen sich in verschiedene Untergruppen. Die ersten drei Gruppen sind eng mit geografischen Gebieten verbunden.
Zu den nordphilippinischen Sprachen gehören Ilokano, Kapampangan, Pangasinan und Sambal, die sich auf das nördliche und zentrale Luzon konzentrieren. Einige Sprachen in Mindoro, wie Iraya und Tadyawan, gehören ebenfalls zu dieser Gruppe. Ebenso ein Mitglied dieser Familie ist die Sprache Yami, oder auf Orchid Island in Taiwan auch Tao genannt.
Die mittelphilippinische Sprachen ist die Gruppe mit den vielleicht meisten Sprechern und der größten geographischen Ausdehnung. Ihr Sprachgebiet beinhaltet sowohl Zentralluzon, wie auch die Visayas und viele Teile Mindanaos. Bestimmte Sprachen werden in Palawan und auf Mindoro gesprochen, wie Tagbanwa, Palawano und Hanunoo, die jeweils eine eigene Untergruppe bilden könnten. Die größten Untergruppe ist die zentralphilippinische Sprachfamilie, die einerseits aus Tagalog und Bicol besteht und zu der auch die von 80 % verwendeten Visaya-Sprachen wie Cebuano, Hiligaynon, Waray-Waray und Mansakan gehören.
Den südphilippinischen Sprachen gehören Maranao, Maguindanao, die Manobo-Sprachen und die Subanun-Sprachen an, die hauptsächlich auf Mindanao anzutreffen sind, wobei mehr als 80 % der Einwohner dort Visayan oder Cebuano-Sprachen verwenden. Viele der südphilippinischen Sprachen wurden durch malaiische, indonesische, Sanskrit und arabische Sprachen beeinflusst.
Die folgenden drei Gruppen bestehen aus Sprachen, die zu weit von den anderen Sprachen entfernt sind, als dass sie den ersten drei Gruppen zugeordnet werden könnten.
Südmindanao-Sprachen sind Sprachen wie Tboli und Blaan, die maßgebend im Süden Mindanaos anzutreffen sind. Die Sama-Bajaw-Sprachen konzentrieren sich hauptsächlich auf den Sulu-Archipel sowie auf Teile Borneos. Eine Sprache, Abaknon, wird auf der Insel Capul in der Nähe von Samar gesprochen, ist aber linguistisch weit von den auf Samar verwendeten Sprachen entfernt. Andere Sprachen in dieser Gruppe sind Yakan und Sama.
Die Sulawesi-Sprachen besitzen lediglich zwei Repräsentanten auf den Philippinen; diese sind die Sangil- und die Sangir-Sprachen.

### Liste der Sprecher pro Sprache
Die unten angeführten Bevölkerungsangaben beziehen sich auf die Volkszählung aus dem Jahr 2000 des „National Statistics Office“ der Philippinen.
|                | Anzahl der einheimischen Sprecher |
| -------------- | --------------------------------- |
| Tagalog        | 22.000.000                        |
| Cebuano        | 20.000.000                        |
| Ilokano        | 7.700.000                         |
| Hiligaynon     | 7.000.000                         |
| Waray-Waray    | 3.100.000                         |
| Northern Bikol | 2.500.000                         |
| Kapampangan    | 2.400.000                         |
| Pangasinan     | 1.540.000                         |
| Southern Bikol | 1.200.000                         |
| Maranao        | 1.150.000                         |
| Maguindanao    | 1.100.000                         |
| Kinaray-a      | 1.051.000                         |
| Tausug         | 1.022.000                         |
| Chavacano      | 607.000                           |
| Surigaonon     | 600.000                           |
| Masbatenyo     | 530.000                           |
| Aklanon        | 520.000                           |
| Ibanag         | 320.000                           |

Zu den auf den Philippinen gesprochenen Sprachen und Dialekten gehören:
| - Aklanon - Bagobo - Bikolano - Bontoc - Bisaya/Visaya - Cebuano - Chabacano - Cuyonin - Filipino-Englisch - Hamtikan - Hiligaynon - Ibaloi | - Ibanag - Ifugao - Ilokano - Ilonggo - Isneg - Ivatan - Kalinga - Kankanal - Kinaray-a (Karay-a) - Maguindanao - Maranao | - Pampango - Pangasinan - Samal - Philippinisches Spanisch - Subanon - Tausug - Tagalog (als Filipino Nationalsprache) - Visaya/Bisaya - Waray-Waray - Yogad - Zambal |

### Vergleich der Sprachen
Die unten angeführte Tabelle der philippinischen Sprachen ermöglicht anhand einer Auswahl von einfachen, allgemein gebräuchlichen Worten einen Vergleich der einzelnen Sprachformen. Obwohl es verschiedene Interpretationen gibt, was als Sprache und was als Dialekt klassifiziert werden kann, verdeutlicht die Tabelle, dass es viele Gemeinsamkeiten gibt, aber die Sprachen gegenseitig trotzdem kaum verständlich sind.
Die Sprachen sind entsprechend dem Gebietem (von Norden nach Süden) aufgelistet, in dem sie mehrheitlich gesprochen werden.
|                | Eins    | Zwei   | Drei   | Vier    | Person | Haus   | Hund  | Kokosnuss | Tag   | Neu   | Wir (inkl.) | Was       |
| -------------- | ------- | ------ | ------ | ------- | ------ | ------ | ----- | --------- | ----- | ----- | ----------- | --------- |
| Ivatan         | asa     | dadowa | tatdo  | apat    | tao    | vahay  | chito | niyoy     | araw  | va-yo | yaten       | ango      |
| Ilokano        | maysa   | dua    | tallo  | uppat   | tao    | balay  | aso   | niog      | aldaw | baro  | datayo      | ania      |
| Pangasinan     | sakey   | duara  | talora | apatira | too    | abong  | aso   | niyog     | agew  | balo  | sikatayo    | anto      |
| Ibanag         | tadday  | dua    | tallu  | appa'   | tolay  | balay  | kitu  | inniuk    | aggaw | bagu  | sittam      | anni      |
| Gaddang        | antet   | addwa  | tallo  | appat   | tolay  | balay  | atu   | ayog      | aw    | bawu  | ikkanetem   | sanenay   |
| Kapampangan    | metung  | adwa   | atlu   | apat    | tau    | bale   | asu   | ngungut   | aldo  | bayu  | ikatamu     | nanu      |
| Tagalog        | isa     | dalawa | tatlo  | apat    | tao    | bahay  | aso   | niyog     | araw  | bago  | tayo        | ano       |
| Standard Bikol | saro    | duwa   | tulo   | apat    | tawo   | harong | ayam  | niyog     | aldaw | ba-go | kita        | ano       |
| Iriga Bicolano | usad    | darawa | tulo   | upat    | tawo   | baloy  | ayam  | niyog     | aldow | bago  | ngamin      | ono       |
| Kinaray-a      | sara    | darwa  | tatlo  | apat    | taho   | balay  | ayam  | niyog     | adlaw | bag-o | kita, taten | ano, iwan |
| Ilonggo        | isa     | duha   | tatlo  | apat    | tawo   | balay  | ido   | lubi      | adlaw | bag-o | kita        | ano       |
| Cebuano        | usa     | duha   | tulo   | upat    | tawo   | balay  | iro   | lubi      | adlaw | bag-o | kita        | unsa      |
| Surigao-non    | isa     | duha   | tuyo   | upat    | tao    | bayay  | idu   | Nijog     | adlaw | bag-o | kami        | unu       |
| Waray-Waray    | usa     | duha   | tulo   | upat    | tawo   | balay  | ayam  | lubi      | adlaw | bag-o | kita        | ano       |
| Tboli          | sotu    | lewu   | tlu    | fat     | tau    | gunu   | ohu   | lefo      | kdaw  | lomi  | tekuy       | tedu      |
| Tausug         | hambuuk | duwa   | tu     | upat    | tau    | bay    | iru'  | niyug     | adlaw | ba-gu | kitaniyu    | unu       |

Ein weiterer Dialekt, der im Grunde nicht zu den philippinischen Sprachen gezählt wird, wird von der Volksgruppe der Tao (auch als Yami bekannt) auf der Orchideeninsel gesprochen, einer Insel, die zu Taiwan gehört. Die Sprache, Tao oder Yami, ist dennoch Teil der Batanic-Sprachen, der ebenso Ivatan, Babuyan und Itbayat aus der Provinz Batanes angehören.
|     | Eins | Zwei        | Drei         | Vier | Person | Haus  | Hund | Kokosnuss | Tag  | Neu  | Wir (inkl.) | Was |
| --- | ---- | ----------- | ------------ | ---- | ------ | ----- | ---- | --------- | ---- | ---- | ----------- | --- |
| Tao | ása  | dóa (raroa) | tílo (tatlo) | ápat | tao    | vahay |      |           | araw | vayo |             |     |

### Variationen innerhalb der Dialekte
Das Ausmaß der Variation unter den verschiedenen Dialekten ist von Sprache zu Sprache unterschiedlich. Sprachen wie Tagalog und Kapampangan sind dafür bekannt, eine sehr moderate Variation innerhalb ihres Dialektes zu haben. In der Sprache des Bezirks Bicol-Region ist dagegen eine große Vielfalt an eigenen Dialekten vorhanden. Es gibt dort Orte, die ihren eigenen Dialekt besitzen. Nachstehend ist folgender Satz in bestimmten Variationen der Sprache Bikol aufgeführt:
„Warst du die ganze Zeit da beim Markt ?“
Hinter der Übersetzung ist der jeweilige Dialekt und die Bicol-Sprache aufgeführt und danach der Ort, an dem er gesprochen wird. Die letzten Sätze sind Übersetzungen aus dem Tagalog, dem Ilonggo, dem Cebuano und schließlich dem Surigao-non.
- Haloy ka duman sa saod? (Standard Bikol und Bikol-Naga, ein Dialekt aus Zentral-Bicolano oder Bikol; Naga City)
- Aloy ka duman sa saod? (Magarao, eine Abwandlung des Bikol-Naga, Zentral-Bicolano; Magarao, Camarines Sur)
- Huray ka doon sa saod? (Northern Catanduanes Bicolano oder Pandan Bikol; Pandan, Catanduanes)
- Naeban ika sadto sa sa-ran? (Iriga Bicolano oder Rinconada; Iriga City)
- Uban ika adto sa saod? (Libon, Albay Bicolano; Libon, Albay)
- Naegey ika adto sa sa-ran? (Buhi-non, Albay Bicolano; Buhi Camarines Sur)
- Eley ka idto sa sed? (Oasnon, Albay Bicolano; Oas, Albay)
- Dugay ka didto sa palengke? (Ticao, Masbatenyo; Monreal, Masbate)
- Awat ka didto sa plasa? (Gubat, Southern Sorsogon; Gubat Sorsogon)
- Matagal ka roon sa palengke? (Tagalog)
- Nagdugay ka didto sa tyangge? (Ilonggo)
- Dugay ka didto sa merkado? (Cebuano)
- Yadto kaw sa tiangge nan dugay? (Surigao-non)

### Falsche Freunde
Ein Faktor, der das Problem der gegenseitigen Verständlichkeit unter den philippinischen Sprachen erschwert, sind so genannte falsche Freunde. Es gibt viele Beispiele, bei denen Worte in einer Sprache eine komplett andere Bedeutung besitzen als in den anderen. Einige sind nachstehend aufgeführt, wobei hier Filipino und Bikol ausgenommen sind:
Legende: Ilocano (ILO), Kapampangan (PMP), Tagalog (TGL), Cebuano (CEB), Ilonggo/Hiligaynon (HIL), Waray-Waray (WRY), Pangasinan (PANG), Surigao-non (SUR).
- bukid: Feld (Farm) (TGL), Hügel/Berg (CEB, WRY, SUR & HIL).
- gamot: Medizin (TGL), Wurzeln der Pflanzen (CEB, SUR & WRY).
- habol: weiterführen (TGL), Decke (CEB, SUR & HIL), getrübt (CEB & HIL).
- hilo: Übelkeit erregen (TGL & HIL), giftig oder Garn (CEB & HIL).
- hipon: Garnele/Krabbe (TGL & HIL), Garnelenpaste (Bagoong [CEB & TAG]).
- ilog: Fluss (TGL), gegen den Willen halten (CEB), kopieren/schummeln/mogeln (HIL).
- irog: jemanden lieben (TGL), beiseite rücken (CEB).
- ibon: 'Ebun'-Ei (Kp), Vogel (TGL).
- hubad: übersetzen (CEB), nackt (TGL), losknüpfen/aufbinden (HIL).
- kadyot: kopulieren (TGL), einen Moment (CEB).
- karon: später (HIL), jetzt (CEB).
- katok: an eine Tür klopfen (TGL), einfältig/unvernünftig (CEB & HIL).
- kayat: wollen (ILO), kopulieren (CEB).
- kumot: Decke (TGL), zerknautschen (CEB & WRY)
- laban: gegen/entgegenstehen (TGL), zugunsten von (CEB), größer/mehr von (HIL)
- lagay: legen (TGL), männliche Genitalien (HIL, SUR & CEB), Matsch (WRY)
- langgam: Ameise (TGL), Vogel (CEB).
- libang: etwas gemütlich tun (TGL& WRY), reinigen(CEB), Babysitting oder unterhalten (HIL)
- libog: Lust (TGL), durcheinander sein (CEB & HIL).
- lingin: rund (CEB), schwindelig (HIL)
- lipong: schwindelig (CEB), ermattet (HIL)
- paa: Fuß (TGL), Bein(CEB & HIL).
- pagod: müde (TGL & HIL), verbrannt/versengt (CEB).
- palit: Tausch/Wechsel (TGL), kaufen(CEB).
- pagong: Schildkröte (TGL), Frosch (HIL).
- pating: Hai (TGL & CEB), Taube (HIL)
- sabot: Schamhaar (HIL), verstehen (CEB).
- sili: Chili (TGL & CEB), Penis (WRY), Aal (HIL).
- tapak: betreten (TGL & HIL), ein Loch flicken (CEB).
- tete: Brücke (PMP), Milchdrüsen (TGL).
- titi: Penis (TGL), Brüste (HIL, ILO & CEB)
- tulo: Tropfen (TGL & HIL), Syphilis (TGL & HIL), drei (CEB & WRY).
- usa: Hirsch (TGL & HIL), Eins (CEB & WRY).
- usap: reden (TGL), kauen (CEB & HIL).
- utong: Nippel (TGL), den Atem anhalten (CEB), grüne Bohnen (ILO)
- wala: nichts (TGL, HIL, & CEB), dort ist (PANG), linke Seite (HIL & CEB)
- lagi: immer (TGL) zustimmen (CEB)
- upa: Miete (TGL) Paaren (CEB)
- buhat: anheben (TGL) machen (CEB)
- lipat: transferieren (TGL) verwechseln (CEB)

## Referenzen
- Bellwood, Peter; Fox, James; & Tryon, Darrell: The Austronesians: Historical and comparative perspectives. Department of Anthropology, Australian National University, 1995, ISBN 0-7315-2132-3 (englisch).
- Ethnologue report for Philippines. Abgerufen am 16. Januar 2015 (englisch).
- Lobel, Jason William & Wilmer Joseph S. Tria: An Satuyang Tataramon: A Study of the Bikol language. Lobel & Tria Partnership Co., 2000, ISBN 971-92226-0-3 (englisch).
- Malcolm Warren Mintz: Bikol. In: Facts About the World’s Languages: An Encyclopedia of the World’s Major Languages, Past and Present. 2001, ISBN 0-8242-0970-2 (englisch).
- Reid, Lawrence A.: Philippine minor Languages: Word lists and phonologies. University of Hawai’i Press, 1971, ISBN 0-87022-691-6 (englisch).
- Rubino, Carl Ralph Galvez: Tagalog-English English-Tagalog Dictionary. Hippocrene Books, 1998, ISBN 0-7818-0961-4 (englisch).
- Rubino, Carl Ralph Galvez: Ilocano Dictionary and Grammar. University of Hawai’i Press, 2000, ISBN 0-8248-2088-6 (englisch).
- Carl Ralph Galvez Rubino: The Philippine National Proverb. In: Translated into various Philippine languages. Abgerufen am 28. Juli 2005 (englisch).
- Sundita, Christopher Allen: In Bahasa Sug: An Introduction to Tausug. Lobel & Tria Partnership, Co., 2002, ISBN 971-92226-6-2 (englisch).
- Christopher Sundita: Languages or Dialects? In: Understanding the Native Tongues of the Philippines. Archiviert vom Original am 27. Dezember 2007; abgerufen am 28. Juli 2005 (englisch).
- Yap, Fe Aldave: A Comparative Study of Philippine Lexicons. Institute of Philippine languages, Department of Education, Culture, and Sports, 1977, ISBN 971-8705-05-8 (englisch).
- R. David Zorc: The Bisayan dialects of the Philippines: Subgrouping and reconstruction. In: Pacific Linguistics. C. Jahrgang, Nr. 44, 1977 (englisch).
- R. David Zorc: Hiligaynon. In: Facts About the World’s Languages: An Encyclopedia of the World’s Major Languages, Past and Present. 2001 (englisch).
- Joseph Reylan B. Viray: Dagang Simbahan. In: Makata International Journal of Poetry. 7. Jahrgang, Nr. 12, 2006 (englisch).